# Mihal Gjika
Mihal Gjika (Tirana, 3 gennaio 1947) è un ex calciatore albanese, di ruolo difensore.

## Carriera

### Nazionale
Ha collezionato 12 presenze ed un gol con la Nazionale albanese.